# Pietraserena
Pietraserena es una comuna    y población de Francia, en la región de Córcega, departamento de Alta Córcega.
Su población en el censo de 1999 era de 80 habitantes.

## Demografía
| 120 | 138 | 134 | 131 | 92 | 80 |
| Para los censos de 1962 a 1999 la población legal corresponde a la población sin duplicidades (Fuente: INSEE [Consultar]) |     |     |     |    |    |

- Datos: Q668943
- Multimedia: Pietraserena / Q668943

1. ↑  Worldpostalcodes.org, código postal n.º 20251.
2. ↑  INSEE, Datos de población para el año 2012 de Pietraserena (en francés).